# Букоба
Букоба (суах. і англ. Bukoba) — засноване Емін-пашею місто в північно-західній Танзанії на західному березі озера Вікторія, столиця регіону Кагера. Населення за оцінкою на 2011 рік становить 86 022 осіб. Місто має невеликий аеропорт і регулярні поромні рейси на  Мванзу, а також сухопутне сполучення з округом Уганди Ракаї.

## Клімат
Місто знаходиться у зоні, котра характеризується мусонним кліматом. Найтепліший місяць — січень із середньою температурою 21.1 °C (70 °F). Найхолодніший місяць — грудень, із середньою температурою 19.4 °С (67 °F).
| Клімат Букоби           | Клімат Букоби | Клімат Букоби | Клімат Букоби | Клімат Букоби | Клімат Букоби | Клімат Букоби | Клімат Букоби | Клімат Букоби | Клімат Букоби | Клімат Букоби | Клімат Букоби | Клімат Букоби | Клімат Букоби |
| Показник                | Січ.          | Лют.          | Бер.          | Квіт.         | Трав.         | Черв.         | Лип.          | Серп.         | Вер.          | Жовт.         | Лист.         | Груд.         | Рік           |
| Абсолютний максимум, °C | 30            | 31            | 31            | 31            | 30            | 31            | 30            | 28            | 30            | 29            | 30            | 30            | 31            |
| Середній максимум, °C   | 26            | 26            | 26            | 25            | 25            | 25            | 25            | 25            | 26            | 25            | 26            | 24            | 25            |
| Середня температура, °C | 21            | 21            | 21            | 20            | 20            | 20            | 20            | 20            | 20            | 20            | 20            | 19            | 20            |
| Середній мінімум, °C    | 16            | 16            | 16            | 16            | 16            | 16            | 15            | 15            | 15            | 16            | 15            | 15            | 16            |
| Абсолютний мінімум, °C  | 11            | 11            | 10            | 10            | 10            | 12            | 10            | 10            | 11            | 10            | 11            | 12            | 10            |
| Норма опадів, мм        | 140           | 150           | 240           | 350           | 320           | 80            | 40            | 80            | 100           | 130           | 160           | 190           | 2040          |
| Днів з дощем            | 10            | 10            | 10            | 10            | 10            | 6             | 3             | 6             | 7             | 8             | 10            | 9             | 79            |
| Вологість повітря, %    | 79            | 79            | 79            | 80            | 80            | 77            | 75            | 78            | 78            | 77            | 79            | 78            | 78            |
| ----------------------- | ------------- | ------------- | ------------- | ------------- | ------------- | ------------- | ------------- | ------------- | ------------- | ------------- | ------------- | ------------- | ------------- |
| Джерело: Weatherbase    |               |               |               |               |               |               |               |               |               |               |               |               |               |

## Загальна інформація
Розташовуючись на західному березі озера Вікторія в північно-західній частині країни, Букоба лежить всього на 1 градус південніше екватора і є другим найбільшим портом Танзанії на цьому озері. Розташоване на висоті 1 145 метрів над рівнем моря.
Місто є «воротами» всієї області Кагера і найбільшим її містом. У Букобі є невеликий автовокзал, місцевий аеропорт та озерний порт з поромним терміналом (рейси на Мванзу). Відоме місто також білими піщаними пляжами, великим ринком, тенісними кортами та плавальним басейном. Багато невеликих вулиць, основних же — три:
- Джамхурі Роуд, яка йде від Кашозі Роуд до Лейк-готелю,
- Говермент Роуд — від автовокзалу до порту,
- Кашозі Роуд — від церкви Букшоп в Уджірані Мвема через Ншамбья на Кашозі (середня школа Хекіма). Прихід Кашозі — перший католицька парафія в області.

Саме місто Букоба управляється Міською Радою, має свого мера та інших урядових службовців (як і інші окружні ради області). Очікується, що в найближчому майбутньому Букоба набуде статусу муніципального міста.